# Oryzidium barnardii
Oryzidium barnardii är en gräsart som beskrevs av Charles Edward Hubbard och Herold Georg Wilhelm Johannes Schweickerdt. Oryzidium barnardii ingår i släktet Oryzidium och familjen gräs. Inga underarter finns listade i Catalogue of Life.